# كيفن ستيوارت (سياسي)
كيفن ستيوارت (بالإنجليزية: Kevin Stewart)‏ هو سياسي أسترالي، ولد في 20 سبتمبر 1928 في أستراليا، وتوفي في 22 أغسطس 2006 في أستراليا. حزبياً، نشط في حزب العمال الأسترالي. وقد انتخب عضو الجمعية التشريعية نيو ساوث ويلز.